# What I Want
«What I Want» — синґл, написаний англійським гуртом Dead or Alive. Спродюссований Зевс Б. Хелдом і випущений у серпні 1983 року, є другим синґлом дебютного альбому Sophisticated Boom Boom.
Пісня не отримала успіху, після релізу, досягши максимальної сходинки на 88, у UK Singles Chart. Але після успішного виходу іншого синґлу "That's the Way (I Like It)", пісня What I Want  була перевидана у червні 1984 року. Однак і на цей раз синґл посів 87 місце.

## Трек-лист
| UK 7" | UK 7"                       | UK 7"      |
| #     | Назва                       | Тривалість |
| ----- | --------------------------- | ---------- |
| 1.    | «What I Want»               | 3:42       |
| 2.    | «The Stranger» (перевипуск) | 4:52       |

| UK 12" | UK 12"                      | UK 12"     |
| #      | Назва                       | Тривалість |
| ------ | --------------------------- | ---------- |
| 1.     | «What I Want (Dance Mix)»   | 6:12       |
| 2.     | «The Stranger» (перевипуск) | 4:52       |

## Місце в Чартах
| Чарт (1983)      | Вища сходинка |
| ---------------- | ------------- |
| UK Singles Chart | 88            |
| Чарт (1984)      | Вища сходинка |
| UK Singles Chart | 87            |